# Tadeusz Kopacz

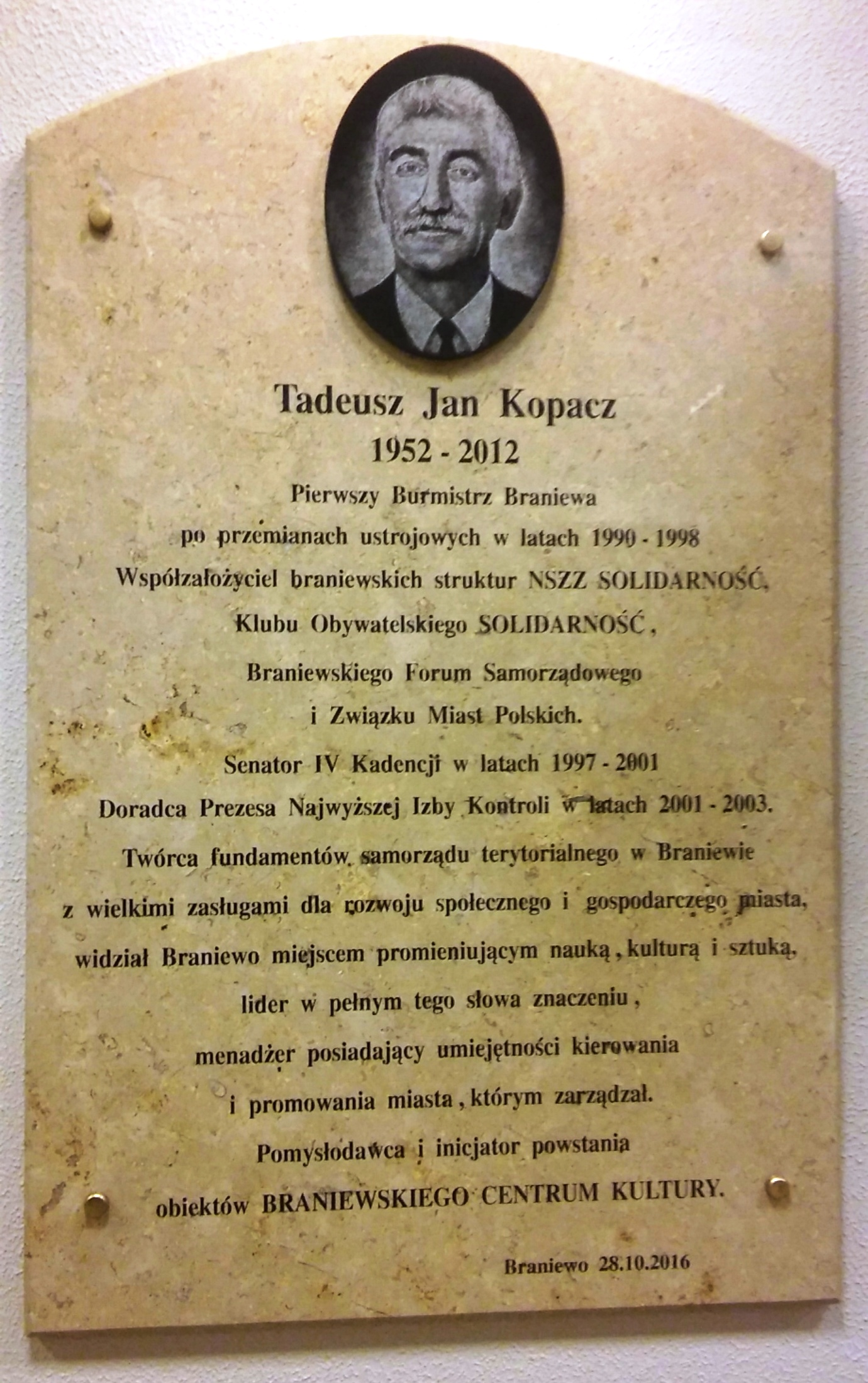
Tablica upamiętniająca Tadeusza Kopacza w Braniewskim Centrum Kultury

Tadeusz Jan Kopacz (ur. 12 lutego 1952 w Jeziorku, zm. 5 sierpnia 2012 w Olsztynie) – polski polityk, samorządowiec, senator IV kadencji.

## Życiorys
Uczęszczał do Technikum Weterynaryjnego w Łomży. Podczas nauki w szkole średniej trenował koszykówkę, zdobył 6. miejsce drużynowo w mistrzostwach Polski szkół rolniczych w Lublinie w 1970. W Braniewie zamieszkał w 1973. W 1980 ukończył studia na Akademii Rolniczo-Technicznej w Olsztynie z tytułem zawodowym inżyniera. Od 1971 pracował w lecznicach dla zwierząt, pod koniec lat 80. był inspektorem sanitarnym.
Przez dwa lata był członkiem PZPR, odszedł z niej w 1980. W tym samym roku wstąpił do „Solidarności”. Organizował struktury związku w oddziale terenowym weterynarii w Braniewie. Po wprowadzeniu stanu wojennego zajmował się dystrybucją pomocy dla represjonowanych i ich rodzin. W 1982 za prowadzoną działalność został zwolniony z pracy, przywrócono go na mocy orzeczenia sądu pracy.
W 1989 został przewodniczącym Komitetu Obywatelskiego w Braniewie. W latach 1990–1998 był radnym i burmistrzem Braniewa. Sprawował mandat senatora IV kadencji wybranego z ramienia Akcji Wyborczej Solidarność w województwie elbląskim. Był zastępcą przewodniczącego Komisji Samorządu Terytorialnego i Administracji Państwowej oraz członkiem Komisji Spraw Emigracji i Polaków za Granicą. Należał do Ruchu Stu, a następnie do Ruchu Społecznego AWS. Bez powodzenia ubiegał się o reelekcję z ramienia Bloku Senat 2001. Pełnił funkcję radnego sejmiku warmińsko-mazurskiego I kadencji. W 2002 uzyskał mandat radnego powiatu braniewskiego z ramienia lokalnego komitetu, który wkrótce złożył.
W 2001 został doradcą prezesa Najwyższej Izby Kontroli, a w 2003 doradcą ekonomicznym w olsztyńskiej delegaturze NIK.
Pochowany na cmentarzu komunalnym w Olsztynie-Dywitach. Uchwałą Rady Miejskiej w Braniewie w 2016 jego imię otrzymało Braniewskie Centrum Kultury.